# Капризное лето
«Капризное лето» (чеш. «Rozmarné léto») — художественный фильм чешского режиссёра Иржи Менцеля, снятый по рассказу Владислава Ванчуры в 1968 году. Фильм-участник основного конкурсного показа Каннского кинофестиваля 1968 года.

## Сюжет
Действие фильма происходит в небольшом вымышленном чешском городке Кроковы Вары вскоре после окончания Первой мировой войны. В беседке на реке Орше проводят свой нехитрый досуг трое друзей зрелого возраста — хозяин купальни Антонин, армейский майор, священник. Скуку их размеренной жизни может развеять появление бродячего цирка фокусника и акробата Арноштека. Не то, чтобы друзьям нравились цирковые представления, просто каждый из них влюбился в очаровательную ассистентку заезжего циркача и по-своему старается произвести на неё впечатление. Для Антонина это заканчивается семейным скандалом, а для его друзей небольшими телесными повреждениями.

## В ролях
- Рудольф Грушинский — Антонин
- Властимил Бродский — майор Гуго
- Франтишек Рехак — аббат
- Яна Прейссова — Анна
- Иржи Менцель — Арноштек
- Мила Мысликова — Катерина Дурова
- Богуслав Загорский — старик
- Власта Елинкова — горничная

## Награды и номинации
- «Хрустальный глобус» Кинофестиваля в Карловых Варах
- Приз зрительских симпатий Фестиваля чешских фильмов в Пльзене